# Skřípov, Prostějov
Skřípov là một làng thuộc huyện Prostějov, vùng Olomoucký, Cộng hòa Séc.